# Mozacu
Mozacu – wieś w Rumunii, w okręgu Ardżesz, w gminie Negrași. W 2011 roku liczyła 351 mieszkańców.